# Adelheid von Krautheim
Adelheid(is) von Krautheim (auch Crurein oder Zurhein) OCist (* vermutlich im 12. Jahrhundert oder 13. Jahrhundert; † nach 1257) war eine deutsche Zisterzienserin und von 1252 bis 1257 Äbtissin des Zisterzienser-Klosters Lichtenthal.

## Leben
Adelheid von Krautheim war eine Tochter des Wolfrad von Krautheim und hatte zunächst ihre Profess als Zisterzienserin im Kloster Himmelspforten in der Diözese Würzburg abgelegt, bevor sie nach Lichtenthal kam. 1252 wurde sie zur 3. Äbtissin des Klosters Lichtenthal gewählt. Es wird angenommen, dass sie Weihbischof Heinrich von Streitberg um die Weihe von Lichtenthal bat. Auf Verwenden der Stifterin gab ihr Reinhart von Chime 1252 Güter zu Gaisbach und Schneckenbach. Von Ritter Ilsung erhielt Lichtenthal dessen Gut zu Ettlingen und Ritter Bernhard Bogener vermachte dem Kloster einen Hof zu Plittersdorf. Von der Stadt Baden erhielt das Kloster 1256 den Mitgenuss an Waldung und Weide und Markgraf Rudolf von Baden gewährte ihr die Teilhabe von Allmenden. Am 13. Mai 1256 legte Papst Alexander IV. in einem Schreiben fest, das die Anzahl der Nonnen im Kloster aufgrund zu geringer Einnahmen der Stiftung die Anzahl von 40 nicht überschreiten solle. 1257 bat Äbtissin Adelheid wegen hoher Belastung und gesundheitlicher Beschwerden um ihre Resignation. Ihre Nachfolgerin im Amt als Äbtissin des Klosters Lichtenthal wurde die aus dem Kloster Wald stammende Mechtild von Wildenstein.